# Finales NBA 2019
Navigation
Finales 2018 Finales 2020
Les finales NBA 2019 sont la dernière série de matchs de la saison 2018-2019 de la NBA et la conclusion des séries éliminatoires (playoffs) de la saison.
C'est la première fois dans l'histoire de la NBA qu'une équipe non-américaine atteint la finale NBA et le premier titre NBA pour une franchise non-américaine (Canada).

## Lieux des Finales
Les deux salles pour le tournoi ces finales sont : l'Oracle Arena d'Oakland et la Scotiabank Arena de Toronto.
| Warriors de Golden State | \| Oakland Toronto \| | Raptors de Toronto |
| Oracle Arena             | \| Oakland Toronto \| | Scotiabank Arena   |
| Capacité: 19 596         | \| Oakland Toronto \| | Capacité: 19 800   |
| Oracle Arena             | \| Oakland Toronto \| | Scotiabank Arena   |
| Oakland Toronto          |                       |                    |

## Résumé de la saison

### Parcours comparés vers les finales NBA
| Conférence Ouest | Conférence Ouest                | Conférence Ouest | Conférence Ouest | Conférence Ouest | Conférence Ouest | Conférence Ouest | Conférence Ouest |
| No               | Franchise                       | Vic.             | Def.             | MJ               | V/D              | GB               |                  |
| ---------------- | ------------------------------- | ---------------- | ---------------- | ---------------- | ---------------- | ---------------- | ---------------- |
| 1                | Warriors de Golden State T      | 57               | 25               | 82               | .695             | –                |                  |
| 2                | Nuggets de Denver               | 54               | 28               | 82               | .659             | 3                |                  |
| 3                | Trail Blazers de Portland       | 53               | 29               | 82               | .646             | 4                |                  |
| 4                | Rockets de Houston              | 53               | 29               | 82               | .646             | 4                |                  |
| 5                | Jazz de l'Utah                  | 50               | 32               | 82               | .610             | 7                |                  |
| 6                | Thunder d'Oklahoma City         | 49               | 33               | 82               | .598             | 8                |                  |
| 7                | Spurs de San Antonio            | 48               | 34               | 82               | .585             | 9                |                  |
| 8                | Clippers de Los Angeles         | 48               | 34               | 82               | .585             | 9                |                  |
|                  |                                 |                  |                  |                  |                  |                  |                  |
| 9                | Kings de Sacramento             | 39               | 43               | 82               | .476             | 18               |                  |
| 10               | Lakers de Los Angeles           | 37               | 45               | 82               | .451             | 20               |                  |
| 11               | Timberwolves du Minnesota       | 36               | 46               | 82               | .439             | 21               |                  |
| 12               | Grizzlies de Memphis            | 33               | 49               | 82               | .402             | 24               |                  |
| 13               | Pelicans de La Nouvelle-Orléans | 33               | 49               | 82               | .402             | 24               |                  |
| 14               | Mavericks de Dallas             | 33               | 49               | 82               | .402             | 24               |                  |
| 15               | Suns de Phoenix                 | 19               | 63               | 82               | .232             | 38               |                  |

| Conférence Est | Conférence Est         | Conférence Est | Conférence Est | Conférence Est | Conférence Est | Conférence Est | Conférence Est |
| No             | Franchise              | Vic.           | Déf.           | MJ             | V/D            | GB             |                |
| -------------- | ---------------------- | -------------- | -------------- | -------------- | -------------- | -------------- | -------------- |
| 1              | Bucks de Milwaukee     | 60             | 22             | 82             | .732           | –              |                |
| 2              | Raptors de Toronto     | 58             | 24             | 82             | .707           | 2              |                |
| 3              | 76ers de Philadelphie  | 51             | 31             | 82             | .622           | 9              |                |
| 4              | Celtics de Boston      | 49             | 33             | 82             | .598           | 11             |                |
| 5              | Pacers de l'Indiana    | 48             | 34             | 82             | .585           | 12             |                |
| 6              | Nets de Brooklyn       | 42             | 40             | 82             | .512           | 18             |                |
| 7              | Magic d'Orlando        | 42             | 40             | 82             | .512           | 18             |                |
| 8              | Pistons de Détroit     | 41             | 41             | 82             | .500           | 19             |                |
|                |                        |                |                |                |                |                |                |
| 9              | Hornets de Charlotte   | 39             | 43             | 82             | .476           | 21             |                |
| 10             | Heat de Miami          | 39             | 43             | 82             | .476           | 21             |                |
| 11             | Wizards de Washington  | 32             | 50             | 82             | .390           | 28             |                |
| 12             | Hawks d'Atlanta        | 29             | 53             | 82             | .354           | 31             |                |
| 13             | Bulls de Chicago       | 22             | 60             | 82             | .268           | 38             |                |
| 14             | Cavaliers de Cleveland | 19             | 63             | 82             | .232           | 41             |                |
| 15             | Knicks de New York     | 17             | 65             | 82             | .207           | 43             |                |

### Confrontations en saison régulière
Toronto remporte la série 2 à 0.
| 29 novembre 2018 | Rapport | Warriors de Golden State 128, Raptors de Toronto 131 | Warriors de Golden State 128, Raptors de Toronto 131 | Warriors de Golden State 128, Raptors de Toronto 131 | OT | Scotiabank Arena, Toronto, Canada |

| 12 décembre 2018 | Rapport | Raptors de Toronto 113, Warriors de Golden State 93 | Raptors de Toronto 113, Warriors de Golden State 93 | Raptors de Toronto 113, Warriors de Golden State 93 |  | Oracle Arena, Oakland, Californie |

## Matchs des Finales
Toutes les heures sont en Heure avancée de l'Est (UTC−4)

### Match 1
| 30 mai 2019 21h00 HAE 03h00 PAR | Rapport | Warriors de Golden State 109, Raptors de Toronto 118    | Warriors de Golden State 109, Raptors de Toronto 118 | Warriors de Golden State 109, Raptors de Toronto 118 |  | Scotiabank Arena, Toronto, Ontario Affluence : 19 983 Arbitres : James Capers, Jason Phillips, John Goble | ABC |
| 30 mai 2019 21h00 HAE 03h00 PAR | Rapport | Score par quart-temps : 21-25, 28-34, 32-29, 28-30      |                                                      |                                                      |  | Scotiabank Arena, Toronto, Ontario Affluence : 19 983 Arbitres : James Capers, Jason Phillips, John Goble | ABC |
| 30 mai 2019 21h00 HAE 03h00 PAR | Rapport | Score par mi-temps : 49-59, 60-59                       |                                                      |                                                      |  | Scotiabank Arena, Toronto, Ontario Affluence : 19 983 Arbitres : James Capers, Jason Phillips, John Goble | ABC |
| 30 mai 2019 21h00 HAE 03h00 PAR | Rapport | Stephen Curry, 34 Draymond Green, 10 Draymond Green, 10 | Points Rebonds Passes d.                             | Pascal Siakam, 32 Leonard, Siakam, 8 Kyle Lowry, 9   |  | Scotiabank Arena, Toronto, Ontario Affluence : 19 983 Arbitres : James Capers, Jason Phillips, John Goble | ABC |
| 30 mai 2019 21h00 HAE 03h00 PAR | Rapport | Toronto mène la série 1 à 0.                            |                                                      |                                                      |  | Scotiabank Arena, Toronto, Ontario Affluence : 19 983 Arbitres : James Capers, Jason Phillips, John Goble | ABC |

### Match 2
| 2 juin 2019 20h00 HAE 02h00 PAR | Rapport | Warriors de Golden State 109, Raptors de Toronto 104   | Warriors de Golden State 109, Raptors de Toronto 104 | Warriors de Golden State 109, Raptors de Toronto 104 |  | Scotiabank Arena, Toronto, Ontario Affluence : 20 014 Arbitres : Ed Malloy, Scott Foster, Tony Brothers | ABC, beIn Sports |
| 2 juin 2019 20h00 HAE 02h00 PAR | Rapport | Score par quart-temps : 26-27, 28-32, 34-21, 21-24     |                                                      |                                                      |  | Scotiabank Arena, Toronto, Ontario Affluence : 20 014 Arbitres : Ed Malloy, Scott Foster, Tony Brothers | ABC, beIn Sports |
| 2 juin 2019 20h00 HAE 02h00 PAR | Rapport | Score par mi-temps : 54-59, 55-45                      |                                                      |                                                      |  | Scotiabank Arena, Toronto, Ontario Affluence : 20 014 Arbitres : Ed Malloy, Scott Foster, Tony Brothers | ABC, beIn Sports |
| 2 juin 2019 20h00 HAE 02h00 PAR | Rapport | Klay Thompson, 25 Green, Cousins, 10 Draymond Green, 9 | Points Rebonds Passes d.                             | Kawhi Leonard, 34 Kawhi Leonard, 14 Pascal Siakam, 5 |  | Scotiabank Arena, Toronto, Ontario Affluence : 20 014 Arbitres : Ed Malloy, Scott Foster, Tony Brothers | ABC, beIn Sports |
| 2 juin 2019 20h00 HAE 02h00 PAR | Rapport | Egalité dans la série 1 à 1.                           |                                                      |                                                      |  | Scotiabank Arena, Toronto, Ontario Affluence : 20 014 Arbitres : Ed Malloy, Scott Foster, Tony Brothers | ABC, beIn Sports |

### Match 3
| 5 juin 2019 21h00 HAE 03h00 PAR | Rapport | Raptors de Toronto 123, Warriors de Golden State 109       | Raptors de Toronto 123, Warriors de Golden State 109 | Raptors de Toronto 123, Warriors de Golden State 109 |  | Oracle Arena, Oakland, Californie Affluence : 19 596 Arbitres : Kane Fitzgerald, Marc Davis, David Guthrie | ABC, beIn Sports |
| 5 juin 2019 21h00 HAE 03h00 PAR | Rapport | Score par quart-temps : 36 - 29, 26 - 21, 34 - 33, 27 - 26 |                                                      |                                                      |  | Oracle Arena, Oakland, Californie Affluence : 19 596 Arbitres : Kane Fitzgerald, Marc Davis, David Guthrie | ABC, beIn Sports |
| 5 juin 2019 21h00 HAE 03h00 PAR | Rapport | Score par mi-temps : 62 - 50, 61 - 59                      |                                                      |                                                      |  | Oracle Arena, Oakland, Californie Affluence : 19 596 Arbitres : Kane Fitzgerald, Marc Davis, David Guthrie | ABC, beIn Sports |
| 5 juin 2019 21h00 HAE 03h00 PAR | Rapport | Kawhi Leonard, 30 Pascal Siakam, 9 Kyle Lowry, 9           | Points Rebonds Passes d.                             | Stephen Curry, 47 Stephen Curry, 8 Stephen Curry, 7  |  | Oracle Arena, Oakland, Californie Affluence : 19 596 Arbitres : Kane Fitzgerald, Marc Davis, David Guthrie | ABC, beIn Sports |
| 5 juin 2019 21h00 HAE 03h00 PAR | Rapport | Toronto mène la série 2 à 1.                               |                                                      |                                                      |  | Oracle Arena, Oakland, Californie Affluence : 19 596 Arbitres : Kane Fitzgerald, Marc Davis, David Guthrie | ABC, beIn Sports |

### Match 4
| 7 juin 2019 21h00 HAE 03h00 PAR | Rapport | Raptors de Toronto 105, Warriors de Golden State 92        | Raptors de Toronto 105, Warriors de Golden State 92 | Raptors de Toronto 105, Warriors de Golden State 92    |  | Oracle Arena, Oakland, Californie Affluence : 19 596 Arbitres : Zach Zarba, Eric Lewis, Mike Callahan | ABC, beIn Sports |
| 7 juin 2019 21h00 HAE 03h00 PAR | Rapport | Score par quart-temps : 17 - 25, 25 - 21, 37 - 21, 26 - 25 |                                                     |                                                        |  | Oracle Arena, Oakland, Californie Affluence : 19 596 Arbitres : Zach Zarba, Eric Lewis, Mike Callahan | ABC, beIn Sports |
| 7 juin 2019 21h00 HAE 03h00 PAR | Rapport | Score par mi-temps : 42 - 46, 63 - 46                      |                                                     |                                                        |  | Oracle Arena, Oakland, Californie Affluence : 19 596 Arbitres : Zach Zarba, Eric Lewis, Mike Callahan | ABC, beIn Sports |
| 7 juin 2019 21h00 HAE 03h00 PAR | Rapport | Kawhi Leonard, 36 Kawhi Leonard, 12 Kyle Lowry, 7          | Points Rebonds Passes d.                            | Klay Thompson, 28 Draymond Green, 9 Draymond Green, 12 |  | Oracle Arena, Oakland, Californie Affluence : 19 596 Arbitres : Zach Zarba, Eric Lewis, Mike Callahan | ABC, beIn Sports |
| 7 juin 2019 21h00 HAE 03h00 PAR | Rapport | Toronto mène la série 3 à 1.                               |                                                     |                                                        |  | Oracle Arena, Oakland, Californie Affluence : 19 596 Arbitres : Zach Zarba, Eric Lewis, Mike Callahan | ABC, beIn Sports |

### Match 5
| 10 juin 2019 21h00 HAE 03h00 PAR | Rapport | Warriors de Golden State 106, Raptors de Toronto 105       | Warriors de Golden State 106, Raptors de Toronto 105 | Warriors de Golden State 106, Raptors de Toronto 105            |  | Scotiabank Arena, Toronto, Ontario Affluence : 20 144 Arbitres : Jason Phillips, James Capers, Ed Malloy | ABC, beIn Sports |
| 10 juin 2019 21h00 HAE 03h00 PAR | Rapport | Score par quart-temps : 34 - 28, 28 - 28, 22 - 22, 22 - 27 |                                                      |                                                                 |  | Scotiabank Arena, Toronto, Ontario Affluence : 20 144 Arbitres : Jason Phillips, James Capers, Ed Malloy | ABC, beIn Sports |
| 10 juin 2019 21h00 HAE 03h00 PAR | Rapport | Score par mi-temps : 62 - 56, 44 - 49                      |                                                      |                                                                 |  | Scotiabank Arena, Toronto, Ontario Affluence : 20 144 Arbitres : Jason Phillips, James Capers, Ed Malloy | ABC, beIn Sports |
| 10 juin 2019 21h00 HAE 03h00 PAR | Rapport | Stephen Curry, 31 Draymond Green, 10 Draymond Green, 8     | Points Rebonds Passes d.                             | Kawhi Leonard, 26 Kawhi Leonard, 8 Kawhi Leonard, Kyle Lowry, 6 |  | Scotiabank Arena, Toronto, Ontario Affluence : 20 144 Arbitres : Jason Phillips, James Capers, Ed Malloy | ABC, beIn Sports |
| 10 juin 2019 21h00 HAE 03h00 PAR | Rapport | Toronto mène la série 3 à 2.                               |                                                      |                                                                 |  | Scotiabank Arena, Toronto, Ontario Affluence : 20 144 Arbitres : Jason Phillips, James Capers, Ed Malloy | ABC, beIn Sports |

### Match 6
| 13 juin 2019 21h00 HAE 03h00 PAR | Rapport | Raptors de Toronto 114, Warriors de Golden State 110                                               | Raptors de Toronto 114, Warriors de Golden State 110 | Raptors de Toronto 114, Warriors de Golden State 110    |  | Oracle Arena, Oakland, Californie Affluence : 19 596 Arbitres : John Goble, Marc Davis, David Guthrie | ABC, beIn Sports |
| 13 juin 2019 21h00 HAE 03h00 PAR | Rapport | Score par quart-temps : 33-32, 27-25, 26-31, 28-22                                                 |                                                      |                                                         |  | Oracle Arena, Oakland, Californie Affluence : 19 596 Arbitres : John Goble, Marc Davis, David Guthrie | ABC, beIn Sports |
| 13 juin 2019 21h00 HAE 03h00 PAR | Rapport | Score par mi-temps : 60-57, 54-53                                                                  |                                                      |                                                         |  | Oracle Arena, Oakland, Californie Affluence : 19 596 Arbitres : John Goble, Marc Davis, David Guthrie | ABC, beIn Sports |
| 13 juin 2019 21h00 HAE 03h00 PAR | Rapport | Pascal Siakam, 26 Pascal Siakam, 10 Kyle Lowry, 10                                                 | Points Rebonds Passes d.                             | Klay Thompson, 30 Draymond Green, 19 Draymond Green, 13 |  | Oracle Arena, Oakland, Californie Affluence : 19 596 Arbitres : John Goble, Marc Davis, David Guthrie | ABC, beIn Sports |
| 13 juin 2019 21h00 HAE 03h00 PAR | Rapport | Toronto remporte la série 4 à 2 et remporte le titre NBA. Kawhi Leonard est nommé MVP des Finales. |                                                      |                                                         |  | Oracle Arena, Oakland, Californie Affluence : 19 596 Arbitres : John Goble, Marc Davis, David Guthrie | ABC, beIn Sports |

## Équipes

### Warriors de Golden State
| Warriors de Golden State Effectif durant les finales 2019 |    |                        |                            |                      |
| Entraîneur : Steve Kerr                                   |    |                        |                            |                      |
| Ailier fort / Pivot                                       | 2  | Drapeau des États-Unis | Jordan Bell                | Oregon               |
| Pivot                                                     | 12 | Drapeau de l'Australie | Andrew Bogut               | Utah                 |
| Meneur                                                    | 4  | Drapeau des États-Unis | Quinn Cook                 | Duke                 |
| Pivot                                                     | 0  | Drapeau des États-Unis | DeMarcus Cousins           | Kentucky             |
| Meneur                                                    | 30 | Drapeau des États-Unis | Stephen Curry              | Davidson             |
| Ailier                                                    | 32 | Drapeau des États-Unis | Marcus Derrickson (R) (TW) | Georgetown           |
| Ailier                                                    | 35 | Drapeau des États-Unis | Kevin Durant               | Texas                |
| Arrière                                                   | 10 | Drapeau des États-Unis | Jacob Evans (R)            | Cincinnati           |
| Ailier fort                                               | 23 | Drapeau des États-Unis | Draymond Green             | Michigan State       |
| Arrière / Ailier                                          | 9  | Drapeau des États-Unis | Andre Iguodala             | Arizona              |
| Ailier fort                                               | 21 | Drapeau de la Suède    | Jonas Jerebko              | Pallacanestro Biella |
| Pivot                                                     | 15 | Drapeau des États-Unis | Damian Jones               | Vanderbilt           |
| Arrière                                                   | 1  | Drapeau des États-Unis | Damion Lee (TW)            | Louisville           |
| Meneur / Arrière                                          | 34 | Drapeau des États-Unis | Shaun Livingston           | Peoria Central HS    |
| Ailier fort / Pivot                                       | 5  | Drapeau des États-Unis | Kevon Looney               | UCLA                 |
| Ailier                                                    | 28 | Drapeau des États-Unis | Alfonzo McKinnie           | Green Bay            |
| Arrière                                                   | 11 | Drapeau des États-Unis | Klay Thompson              | Washington State     |
| (R) - Rookie, (TW) - Two-way contract, Blessé             |    |                        |                            |                      |

### Raptors de Toronto
| Raptors de Toronto Effectif durant les finales 2019 |    |                         |                      |                  |
| Entraîneur : Nick Nurse                             |    |                         |                      |                  |
| Ailier                                              | 3  | Drapeau de l'Angleterre | OG Anunoby           | Indiana          |
| Ailier fort / Pivot                                 | 25 | /                       | Chris Boucher        | Oregon           |
| Pivot                                               | 33 | Drapeau de l'Espagne    | Marc Gasol           | CB Girona        |
| Arriere / Ailier                                    | 14 | Drapeau des États-Unis  | Danny Green          | North Carolina   |
| Ailier fort / Pivot                                 | 9  | /                       | Serge Ibaka          | Bàsquet Manresa  |
| Ailier                                              | 2  | Drapeau des États-Unis  | Kawhi Leonard        | San Diego State  |
| Meneur                                              | 17 | Drapeau des États-Unis  | Jeremy Lin           | Harvard          |
| Meneur                                              | 7  | Drapeau des États-Unis  | Kyle Lowry           | Villanova        |
| Meneur / Arrière                                    | 8  | Drapeau des États-Unis  | Jordan Loyd (R) (TW) | Indianapolis     |
| Arrière                                             | 1  | Drapeau des États-Unis  | Patrick McCaw        | UNLV             |
| Arrière                                             | 20 | Drapeau des États-Unis  | Jodie Meeks          | Kentucky         |
| Ailier                                              | 13 | Drapeau des États-Unis  | Malcolm Miller       | Holy Cross       |
| Ailier fort / Pivot                                 | 15 | Drapeau des États-Unis  | Eric Moreland        | Oregon State     |
| Arrière / Ailier                                    | 24 | Drapeau des États-Unis  | Norman Powell        | UCLA             |
| Ailier fort                                         | 43 | Drapeau du Cameroun     | Pascal Siakam        | New Mexico State |
| Meneur                                              | 23 | Drapeau des États-Unis  | Fred VanVleet        | Wichita State    |
| (R) - Rookie, (TW) - Two-way contract, Blessé       |    |                         |                      |                  |

## Statistiques individuelles

### Warriors de Golden State
| Joueur           | MJ | MC | MPG  | FG%   | 3P%    | FT%    | RPG  | APG | SPG | BPG | PPG  |
| ---------------- | -- | -- | ---- | ----- | ------ | ------ | ---- | --- | --- | --- | ---- |
| Jordan Bell      | 4  | 1  | 6.3  | 75.0% | 0.0%   | 0.0%   | 1.3  | 0.3 | 0.0 | 0.5 | 1.5  |
| Andrew Bogut     | 5  | 0  | 9.0  | 75.0% | 0.0%   | 0.0%   | 3.0  | 0.6 | 0.2 | 0.2 | 2.4  |
| Quinn Cook       | 6  | 0  | 14.7 | 37.9% | 31.3%  | 100.0% | 0.8  | 0.8 | 0.2 | 0.2 | 4.8  |
| Demarcus Cousins | 6  | 3  | 18.0 | 42.5% | 22.2%  | 60.9%  | 4.7  | 2.3 | 0.2 | 0.0 | 8.3  |
| Stephen Curry    | 6  | 6  | 41.7 | 41.4% | 34.3%  | 94.7%  | 5.2  | 6.0 | 1.5 | 0.2 | 30.5 |
| Kevin Durant     | 1  | 1  | 12.0 | 60.0% | 100.0% | 100.0% | 2.0  | 0.0 | 0.0 | 1.0 | 11.0 |
| Jacob Evans      | 3  | 0  | 0.7  | 0.0%  | 0.0%   | 0.0%   | 0.0  | 0.0 | 0.0 | 0.0 | 0.0  |
| Draymond Green   | 6  | 6  | 41.3 | 43.3% | 26.3%  | 85.7%  | 10.8 | 9.3 | 1.7 | 1.0 | 12.5 |
| Klay Thompson    | 6  | 6  | 42.5 | 44.8% | 35.6%  | 88.9   | 6.3  | 5.3 | 1.2 | 0.0 | 24.0 |

### Raptors de Toronto
| Joueur         | MJ | MC | MPG  | FG%   | 3P%    | FT%    | RPM | APG | SPG | BPG | PPG  |
| -------------- | -- | -- | ---- | ----- | ------ | ------ | --- | --- | --- | --- | ---- |
| Kawhi Leonard  | 6  | 6  | 40.5 | 43.4% | 35.7%  | 90.6%  | 9.8 | 4.2 | 2.0 | 1.2 | 28.5 |
| Pascal Siakam  | 6  | 6  | 40.2 | 50.5% | 23.8%  | 76.2%  | 7.5 | 3.7 | 0.5 | 0.7 | 19.8 |
| Kyle Lowry     | 6  | 6  | 38.2 | 42.5% | 36.8%  | 78.9%  | 4.0 | 7.2 | 1.7 | 0.5 | 16.2 |
| Fred VanVleet  | 6  | 0  | 32.5 | 44.4% | 40.0%  | 85.7%  | 2.7 | 2.2 | 1.2 | 0.0 | 14.0 |
| Marc Gasol     | 6  | 6  | 28.8 | 44.7% | 31.6%  | 92.3%  | 7.3 | 2.7 | 0.5 | 0.3 | 12.0 |
| Serge Ibaka    | 6  | 0  | 19.3 | 56.0% | 33.3%  | 76.9%  | 5.2 | 1.0 | 0.8 | 1.7 | 11.3 |
| Danny Green    | 6  | 6  | 27.2 | 39.0% | 36.4%  | 0.0%   | 3.5 | 1.2 | 1.2 | 0.5 | 7.3  |
| Norman Powell  | 6  | 0  | 11.0 | 30.8% | 16.7%  | 100.0% | 1.0 | 0.7 | 0.3 | 0.0 | 1.8  |
| Patrick McCaw  | 4  | 0  | 3.0  | 50.0% | 100.0% | 0.0%   | 0.0 | 0.5 | 0.0 | 0.0 | 0.8  |
| Jeremy Lin     | 1  | 0  | 1.0  | 0.0%  | 0.0%   | 0.0%   | 0.0 | 0.0 | 0.0 | 0.0 | 0.0  |
| Jodie Meeks    | 1  | 0  | 1.0  | 0.0%  | 0.0%   | 0.0%   | 0.0 | 0.0 | 0.0 | 0.0 | 0.0  |
| Malcolm Miller | 1  | 0  | 1.0  | 0.0%  | 0.0%   | 0.0%   | 0.0 | 0.0 | 0.0 | 0.0 | 0.0  |